# Барельеф Николая Островского (Сочи)
Барелье́ф Никола́я Алексе́евича Остро́вского — один из двух памятников в Сочи выдающемуся советскому писателю Н. А. Островскому, рассвет творческой деятельности которого был связан с городом.

## Расположение
Находится на Курортном проспекте в Центральном районе города Сочи (Краснодарский край, Россия), недалеко от Литературно-мемориального музея Н. А. Островского.

## История создания
Стела с барельефом открыта 29 сентября 1964 года. Авторы: скульптор — И. Д. Беккерман, архитектор — Е. А. Сердюков.Барельеф был основан  в день рождения писателя . Даже позже у него 29 сентября дежурили отличники в пилотках после чего отправлялись с факелами по курортному проспекту.